# (1686) De Sitter
(1686) De Sitter est un astéroïde de la ceinture principale découvert le 28 septembre 1935 à Johannesbourg (LS) par l'astronome Hendrik van Gent.

## Historique
Sa désignation provisoire, lors de sa découverte le 28 septembre 1935, était 1935 SR1.

## Caractéristiques
Sa distance minimale d'intersection de l'orbite terrestre est de 1,628 690 ua.